# John J. Kirby Jr.
John Joseph Kirby Jr., mais conhecido como John Kirby (Falls Church, 22 de outubro de 1939 — 2 de outubro de 2019) foi um um advogado estadunidense empregado pela firma de direito Latham & Watkins que representou diversas corporações notáveis em disputas legais. Um de seus casos mais bem conhecidos foi Caso Universal City Studios, Inc. contra Nintendo Co., Ltd. Neste caso, ele defendeu a Nintendo contra a Universal City Studios em uma disputa acerca do jogo eletrônico Donkey Kong, que a Universal afirmava ser ilegalmente baseado em King Kong. Kirby venceu o caso.
Acredita-se que o popular personagem da Nintendo, Kirby, foi uma homenagem a ele, entretanto o criador original, Masahiro Sakurai, afirma que não se lembra como surgiu o nome "Kirby". Ele também possui direitos exclusivos de uso do nome "Donkey Kong" para barcos a vela.
Kirby faleceu em 2 de outubro de 2019, aos 79 anos de idade, devido à síndrome mielodisplásica, que faz com que a produção de células sanguíneas seja ineficiente e anormal.